# Nhà thờ Thánh Llibio, Llanllibio
Nhà thờ Thánh Llibio, Llanllibio là một nhà thờ đã bị phá hủy ở Anglesey, Bắc Wales. Được thành lập bởi Llibio và thế kỷ thứ 6, nhà thờ phục vụ cộng đồng nông nô nhỏ như là một nhà nguyện đường gần (tạm dịch từ chapel of ease). Dân số của Llanllibio không được ổn định trong thời kỳ Trung cổ vì Cái chết đen thay đổi trong hình thức chuyên canh, cùng nhiều lý do khác, và cộng đồng mà nhà thờ phục vụ biến mất. Vì những lý do trên, Nhà thờ Thánh Llibio bị đóng cửa vào thế kỷ 17; những tín đồ còn lại của nhà thờ chuyển sang cầu nguyện ở một nhà thờ địa phương khác.
Vào thế kỷ thứ 19, có một vài kế hoạch phục dựng lại nhà thờ sau khi nó bị phá hủy vào năm 1776, nhưng không thành công. Chỉ trừ vài viên đá, không có gì hơn "vài dấu vết" của nhà thờ có nhìn thấy hiện nay.

## Thời kỳ đầu
Nhà thờ Thánh Llibio phục vụ cho làng Llanllibio ở Anglesey, Bắc Wales. Một cuộc khảo sát Anglesey được tiến hành vào năm 1352 ghi chép Llanllibio là một thị trấn tir cyfrif, một đơn vị hành chính của xứ Wales nơi có đất cho thuê, thường có ít dân, đa phần là nông nô làm việc cho lãnh chúa để đổi lấy quyền sở hữu mảnh đất nhỏ và một vài quyền lợi về chăn thả gia súc. Nó là tir cyfrif duy nhất ở Anglesey có nhà thờ. Cũng như nhiều cộng đồng khác ở Anglesey, và nhiều nơi khác ở Wales trong thời kỳ Trung cổ, dân số của Llanllibio suy giảm nghiêm trọng trong thời kỳ này, và nhiều khu định cư biến mất. Nhiều cộng đồng trong đó có Llanllibio bị ảnh hưởng bởi Cái chết đen, và sự phá hoại đến từ cuộc nổi dậy của Owen Glyndwr (hay binh biến Owen Glyndwr), hay sự thay đổi về cơ chế thuê đất, và các hình thức chuyên canh mới phá bỏ sự ràng buộc lao động.
Thị trấn nằm trên đường đi từ London tới thị trấn biển của Anglesey Holyhead, và cách Bodedern khoảng 0,8 dặm (1,3 km). Nhà thờ được dành để tưởng nhớ Thánh Llibio, một nhà tu sinh ra vào thế kỷ thứ 6, cha giải tội, và môn sinh của thánh bảo trợ Anglesey Cybi. Chính Llibio đã lập nên nhà thờ, và ngày thánh lễ của ông vào ngày 28 tháng 2. Khu vực xung quanh lấy tên từ nhà thờ: từ tiếng Wales "llan" có nghĩa gốc là "đến gần hơn" và nghĩa chuyển là "nhà thờ".
Nhà thờ Thánh Llibio được sử dụng như một nhà nguyện đường gần của Nhà thờ Thánh St Afran, Thánh Ieuan và Thánh Sannan, Llantrisant, cách đó khoảng 1,5 dặm (2,4 km).

## Đóng cửa
Nhà thờ Thánh Llibio' bị đóng cửa vào thế kỷ thứ 17, và nhà thờ ở Llantrisant được mở rộng và nâng cấp để phục vụ cho những tín đồ ở Llanllibio. Đến năm 1776 nhà thờ đã trở thành phế tích. Theo những gì Angharad Llwyd, sử gia Anglesey viết vào năm 1833, những cư dân gần phế tích tham gia cầu nguyện cùng những tín đồ khác tại Nhà thờ Thánh Edern, Bodedern. Bà cũng viết rằng Wynne Jones, mục sư của Llantrisant, hi vọng có thể xây lại nhà thờ, nhưng điều này không trở thành sự thật.
Một cuộc khảo sát năm 1937 của Ủy ban Hoàng gia về đồ cổ và di tích lịch sử ở Wales và Monmouthshire tuyên bố "nhà thờ đã biến mất hoàn toàn, dù vậy thì phần móng và sân nhà thờ vẫn có thể thấy được." Năm 2006, một cuốn sách hướng dẫn du lịch về những nhà thờ ở Anglesey viết rằng "chỉ một số vết tích nhỏ" của nhà thờ còn có thể thấy được, nó cũng viết rằng những viên đá mốc đã được căm để đánh dấu địa điểm.